# Valentines (ville)
Valentines est une ville de l'Uruguay située dans les départements de Florida et Treinta y Tres. Sa population est de 217 habitants.

## Histoire
La ville a été fondée en 1913.

## Population
| Année | Population |
| ----- | ---------- |
| 1963  | -          |
| 1975  | -          |
| 1985  | 240        |
| 1996  | 204        |
| 2004  | 217        |

Référence,